# S/S Jarl
S/S Jarl är ett ångfartyg som byggdes vid Oskarshamns Mekaniska Verkstad 1907 och gick i trafik för rederi Oskarshamns Ångfartygs AB. Fartyget hade 245 tons deplacement och en ångmaskin som kunde alstra 350 hk. Fartyget trafikerade under två år 1907-1908 sträckan Oskarshamn-Visby under befäl av kapten C. Nordström. Därefter bedrevs endast trafik i Kalmarsund fram till dess att fartyget såldes till nya ägare år 1951.